# 685 (číslo)
Šest set osmdesát pět je přirozené číslo. Následuje po čísle šest set osmdesát čtyři a předchází číslu šest set osmdesát šest. Římskými číslicemi se zapisuje DCLXXXV a řeckými číslicemi χπε.

## Matematika
685 je:
- Sedmnáctiúhelníkové číslo
- Poloprvočíslo
- Deficientní číslo
- Složené číslo
- Nešťastné číslo

## Astronomie
- (685) Hermia je planetka hlavního pásu, kterou objevil v roce 1909 Wilhelm Lorenz

## Ostatní
- +685 je mezinárodní telefonní předvolba Samoy

## Roky
- 685
- 685 př. n. l.